# Ioan P. Teodorescu
Ioan P. Teodorescu (n. 17 noiembrie 1893, Câmpulung, Muscel, România) a fost un general român, care a îndeplinit funcții de comandă în cel de-al Doilea Război Mondial.

## Biografie
Fiul lui Petre și al Mariei domiciliați în Câmpulung, plasa Păpușa, județul Muscel, generalul de divizie Ioan P. Teodorescu a fost căsătorit cu Matilda Georgescu. Au avut trei fiice: Porfiria, născut la 8 octombrie 1920; Georgeta -Ecaterina, născută la data de 30 ianuarie 1922 și Matilda Hrisanti, născută la 29 noiembrie 1923.

### Studii
Patru clase primare terminate în 1905 la Câmpulung, patru clase gimnaziale terminate tot la Câmpulung. O clasă de liceu teoretic la București și apoi a absolvit Liceul Militar din Iași, Școala Pregătitoare de Ofițeri din București, iar în 1925 Școala Superioară de Război cu calificativul general „Foarte Bine”. A avut stagii de pregătire la Varșovia pentru a studia organizarea și funcționarea unităților de grăniceri.

### Activitate militară
În mai 1915 a fost repartizat pentru mobilizare la Regimentul 44 Infanterie unde a comandant un pluton din Compania a 9-a. La 15 iunie 1915 a fost înaintat sublocotenent la Regim. Argeș nr. 4La 1 mai 1918 a fost în Corpul Grănicerilor, unde a avut serviciul de adjutant al comandantului. Începând cu data de 1 mai 1926 a fost mutat la Marele Stat Major, la Secția de Operații, pentru stagiu. Un an mai târziu, căpitanul Teodorescu se afla la Regimentul de Antiaeriană, unde a fost înaintat la gradul de maior (1 iulie 1927). A reprezentat o perioadă îndelungată Consiliul Superior al Apărării Țării pe lângă Ministerul de Industrie și Comerț.
Începând cu anul 1939 a trecut la comanda Regimentului 30 Dorobanți. A continuat să-și îndeplinească datoria de șef de Stat Major al Corpului Grănicerilor până la 1 aprilie 1943.
A fost înaintat la gradul de general de brigadă la 23 martie 1944 și la gradul de general de divizie la 16 aprilie 1947, cu vechimea de la 23 august 1946.
Generalul de divizie Ioan P. Teodorescu a fost trecut în cadrul disponibil la 9 august 1946, în baza legii nr. 433 din 1946, și apoi, din oficiu, în poziția de rezervă la 9 august 1947.

### Decorații și medalii
- „Sfântul Stanislav” cls. IV-a- pentru fapte de arme atribuită de Comandamentul Rus (1917);
- „Coroana României” cls a III-a cu spade și panglică de „Virtutea Militară”-pentru luptele din Valea Șușiței (1918);
- „Sf. Sava” pentru participarea la parada organizată cu ocazia venirii regelui Alexandru al Iugoslaviei (1921);
- „Coroana României” în grad de ofițer (1928);
- „Steaua României” în grad de cavaler (1935);
- „Crucea Comemorativă” 1916-1918 cu beretele: Ardeal, Carpați și Mărășești (1919);
- Medalia „Victoria” (1919);
- Medalia ”Victoria” sovietică pentru luptele antihitleriste, acordată de Comandamentul Sovietic (1945).